# Оџалија
Оџалија (мкд. Оџалија) је насеље у Северној Македонији, у источном делу државе. Оџалија је село у саставу општине Карбинци.

## Географија
Оџалија је смештена у источном делу Северне Македоније. Од најближег града, Штипа, насеље је удаљено 25 km источно.
Насеље Оџалија се налази у историјској области Јуруклук, која представља западни, брдски део планине Плачковице, чији се највиши део уздиже ка североистоку. Надморска висина насеља је приближно 660 метара.
Месна клима је умерено континентална.

## Становништво
Оџалија је према последњем попису из 2002. године имала 109 становника.
Већинско становништво су Турци (93%).
Претежна вероисповест месног становништва је ислам.